# Edson Ratinho
Edson Ramos Silva, detto Edson Ratinho (João Pessoa, 31 maggio 1986), è un ex calciatore brasiliano, di ruolo difensore o centrocampista.

## Carriera
Nel 2007 passa all'AEK Atene per 350.000 euro, squadra con la quale segna il suo primo gol contro il Levadiakos.
Nel 2009 si trasferisce nella squadra uzbeka del Bunyodkor, allenata da Luiz Felipe Scolari.
Il 26 agosto 2010 viene acquistato dal Maiorca.
Il 19 febbraio 2011 viene mandato in prestito al San Paolo.